# Anellament (botànica)

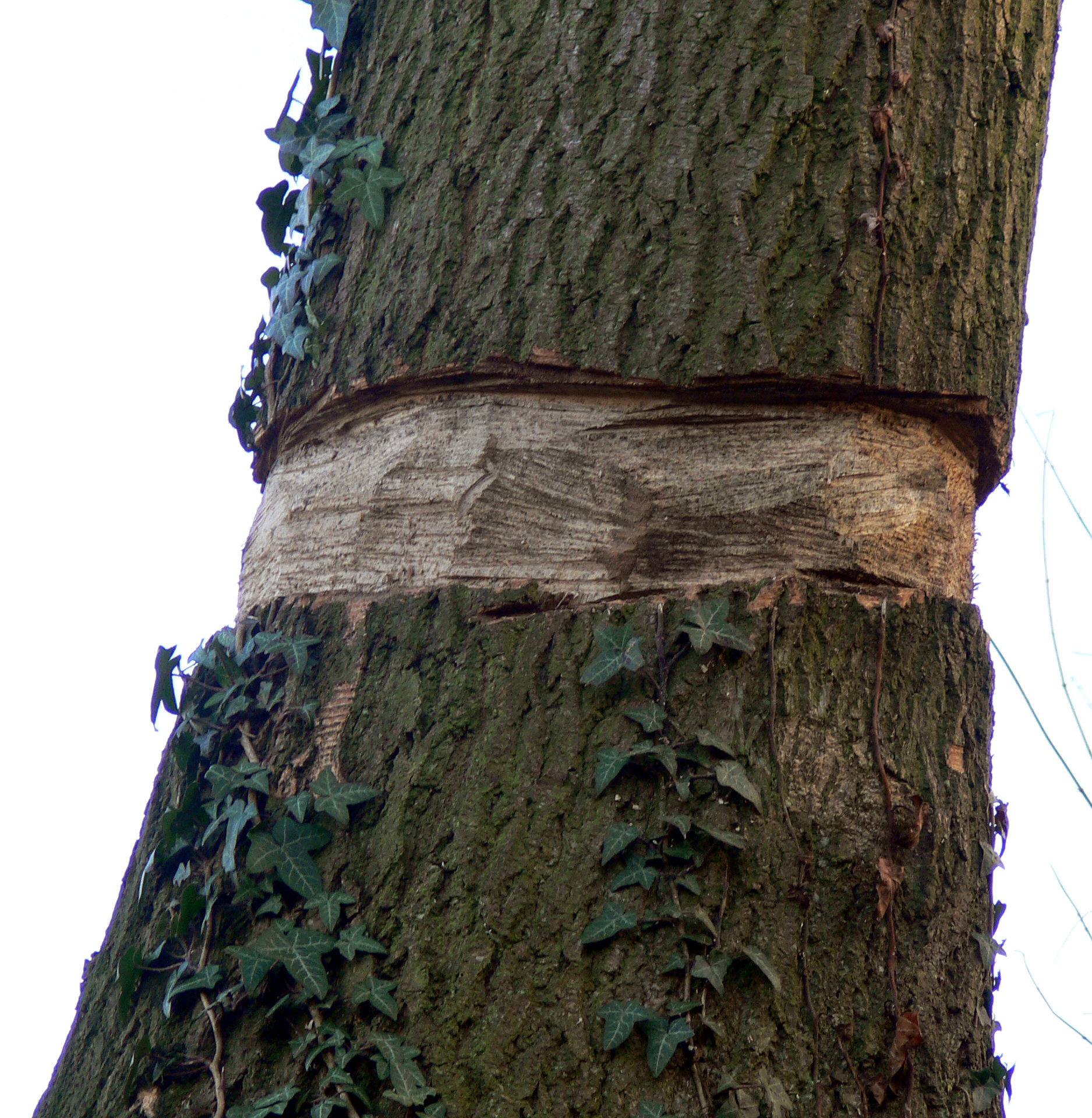
Anellament en un arbre fet a Lilla, nord de França

L'anellament, en botànica, és el procediment pel qual d'un arbre o arbust es treu un anell sencer de l'escorça, o en alguns casos de l'escorça i el floema, del tronc o d'una branca. De vegades en lloc de treure un anell es fa una lligadura ben estreta. Aquesta operació de treure un anell es pot fer amb una navalla d'empeltar. Es fa servir en fructicultura, viticultura, especialment en cítrics, fruiters de llavor, fruiters de pinyol i en altres per millorar-ne la mida dels fruits, el quallat i la qualitat. També es fa servir en espècies forestals. No sempre l'anellament es pot substituir per altres tècniques o l'ús de reguladors de creixement. Si es treu un anell sencer que arribi fins al xilema la branca o tot l'arbre (si es fa en un tronc) morirà, ja que no es pot regenerar per sota la incisió. Aquest és un sistema per matar fàcilment una planta.
Els factors que el limiten aquesta operació agronòmica és el desconeixement del calendari òptim per efectuar-la per a cada espècie i la por de fer mal a l'arbre.
Ja Teofrast parla de l'anellat de les branques per promoure la floració i els fruits. Albertus Magnus també el descriu. I la Maison rustique ho fa l'any 1616 El mateix William Shakespeare ho esmenta: “(We) at time of year do wound the bark, the skin of our fruit trees...(Nosaltres quan és el temps ferim l'escorça, la pell dels nostres arbres fruiters) (Ricard II, Acte III, Escena IV).

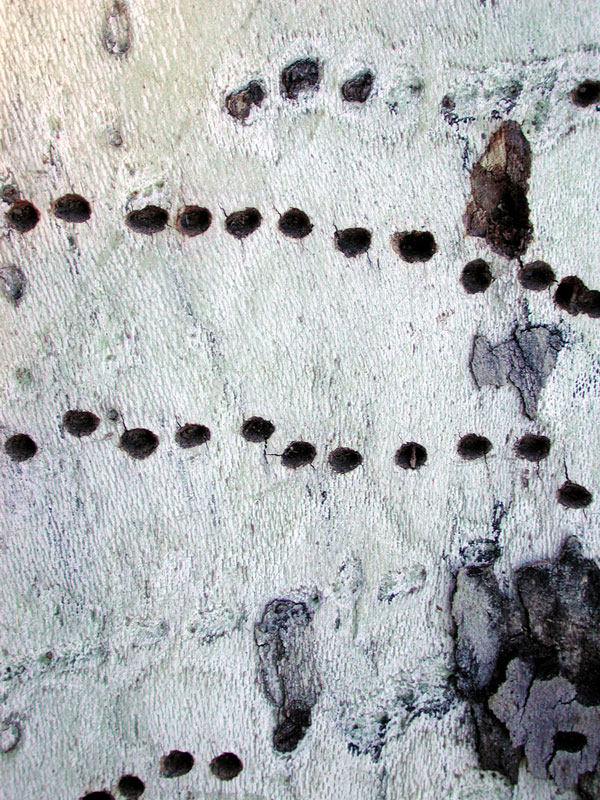
Forats fet per ocells a l'arbre Platanus wrightii

Tant els animals herbívors com els ocells poden provocar l'anellament en arbres en el seu procés normal d'alimentació. A Amèrica del nord els microrosegadors són propensos a fer mal als arbres amb aquest sistema. Els senglars que es graten repetidament en el tronc dels arbres poden causar la seva mort si ho fan a tot el voltant de l'arbre.

## Efecte de l'anellat
L'anellat fa una interferència en la translocació entre òrgans de la planta, si es fa en les branques modifica la distribució de la fitohormona auxina. El principal efect és el bloqueig cap avall del flux de productes fotosintètics mentre que el transport d'aigua i minerals en direcció a la capçada no queda directament afectat.
Els arbres fruiters es poden considerar un sistema d'engornals i fonts (que són les fulles, els òrgans reproductius i les arrels). Aquest sistema està interconnectat via òrgans vasculars (tronc, branques, arrels estructurals) L'anellament és bàsicament una intervenció en el transport del floema entre la capçada i les arrels amb la intenció de manipular la distribució dels nutrients minerals fotosintetitzats i els bioreguladors de les plantes.
Com totes les plantes els arbres i els arbusts fan servir dos teixits vasculars pel transport de l'aigua i els nutrients: el xilema i el floema. L'anellament que no vol matar la branca o l'arbre pot treure fins al floema i es deixa el xilema intacte i així la planta pot transportar temporalment l'aigua i els minerals des de les arrels fins a les fulles fins que les arrels moren. La mort ocorre quan les arrels ja no poden produir més trifosfat d'adenosina i transportar nutrients cap amunt a través del xilema.
Aquestes tècniques d'anellament s'han desenvolupat per tal d'interrompre o impedir el transport de sucres pel floema, estimulant la producció primerenca de flors i l'increment de la fructificació a més de controlar la mida dels fruits reduint la necessitat d'esporgar.